# Естадіо Хорхе Гонсалес
«Естадіо Насіональ Хорхе «Махіко» Гонсалес» (ісп. Estadio Jorge «Mágico» González) — багатофункціональний стадіон у місті Сан-Сальвадор, Сальвадор, домашня арена футбольних клубів «Альянса» та «Атлетіко Марте». Є головним олімпійським стадіоном країни.
Стадіон побудований 1932 року та відкритий 16 березня 1935 року. У 2002 році здійснена капітальна реконструкція арени. Потужність становить 35 000 глядачів. 
Протягом 1935–2006 років стадіон носив назву «Естадіо Насіональ Флор Бланка». У 2006 році йому присвоєно ім'я легендарного сальвадорського футболіста Махіко Гонсалеса. 